# Talang Tinggi (Seluma Barat)
Talang Tinggi is een bestuurslaag in het regentschap Seluma van de provincie Bengkulu, Indonesië. Talang Tinggi telt 886 inwoners (volkstelling 2010).